# Nikica Jelavić
Nikica Jelavić (født 27. august 1985 i Čapljina, Jugoslavien) er en kroatisk fodboldspiller, der spiller som angriber i den kinesiske Premier League-klub Guizhou Zhicheng. Tidligere har han spillet for blandt andet Everton, Hajduk Split i sit hjemland, Zulte Waregem i Belgien, østrigske Rapid Wien samt Rangers i Skotland.

## Landshold
Jelavić har spillet 36 kampe og scoret seks mål for Kroatiens landshold, som han debuterede for den 8. oktober 2009 i en venskabskamp mod Qatar. Han stoppede på landsholdet i 2014, kort tid efter VM-slutrunden i Brasilien. 